# Benedikt Perwög

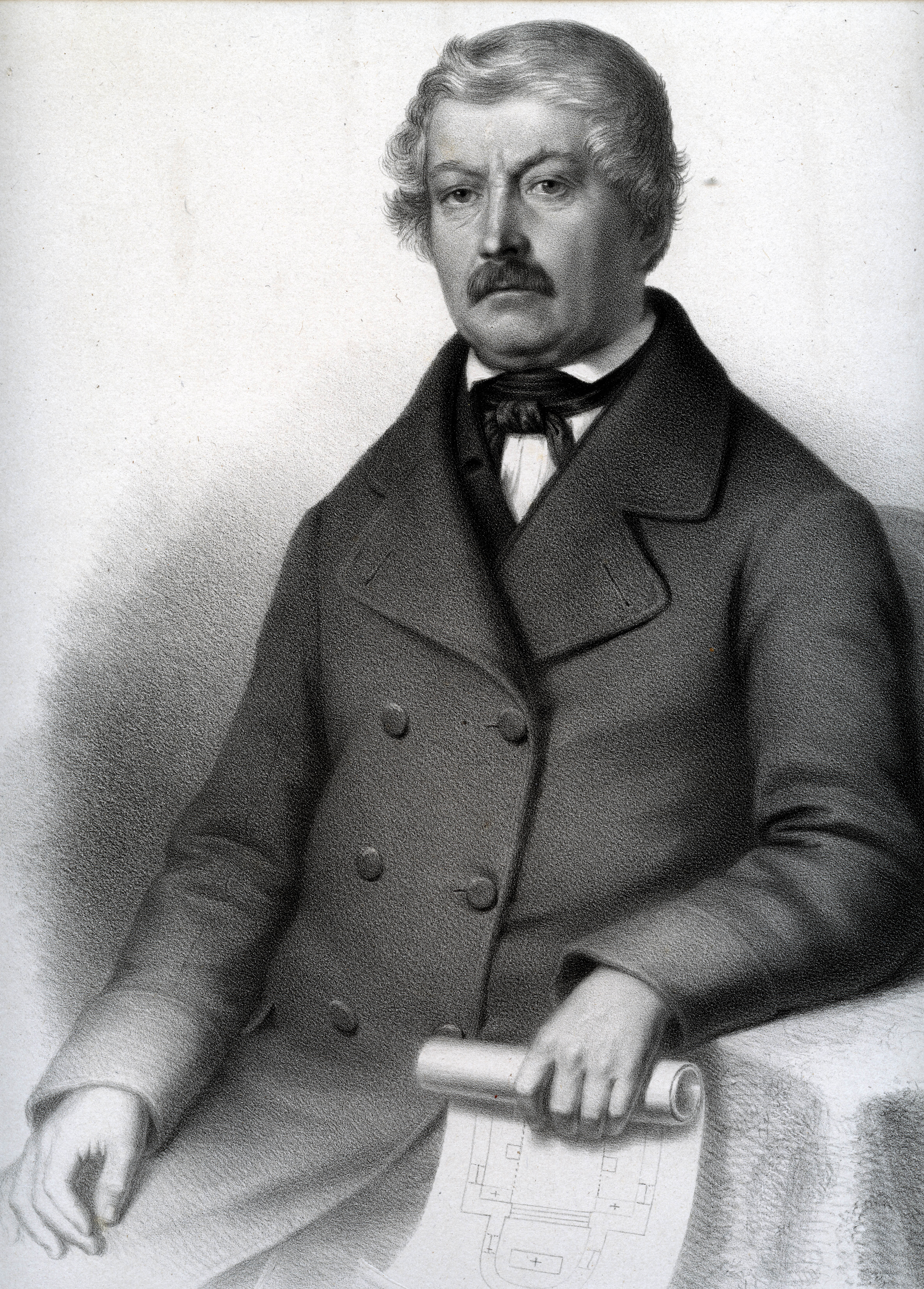
Baumeister Benedikt Perwög

Benedikt Perwög (* 24. Februar 1795 in Silz; † 9. September 1860 ebenda) war ein Baumeister, der in den Fünfzigerjahren des 19. Jahrhunderts die Finstermünzstraße errichtete und die Fernpassstraße ausbaute. Seine Heimatgemeinde verdankt ihm die Pfarrkirche und zahlreiche Profanbauten, das Land Tirol (in seinen Grenzen vor 1918) mehrere militärische Befestigungsanlagen.

## Leben und Werk
Im Personalverzeichnis des Vereins zur geognostisch-montanistischen Durchforstung des Landes Tirol und Vorarlberg von 1843 ist seinem Namen noch die Berufsbezeichnung Zimmermeister beigesetzt. Zu dieser Zeit hatte Perwög den Betrieb des früh verstorbenen Vaters bereits zu einem florierenden Unternehmen ausgebaut. Sein handwerkliches Geschick und sein technisches Verständnis hatten es ihm erlaubt, sich zum Baumeister weiterzubilden. Wo er diese Ausbildung erhielt, ist nicht bekannt.
Das erste große Projekt, das unter der Aufsicht und Leitung von Benedikt Perwög zur Ausführung kam, war der Neubau der Pfarrkirche Silz, die in kaum zweijähriger Bauzeit von 1846 bis 1848 errichtet wurde. Perwög, hat den ihm anvertrauten Bau nicht nur glänzend zum Abschluss gebracht, sondern hat dafür auch den mit Kehlheimerplatten ausgelegten Boden im Presbyterium spendiert. Von den weiteren Bauten die Perwög in Silz ausführte, sind das für die Barmherzigen Schwestern errichtete „Klösterle“ und das Bezirksgericht Silz hervorzuheben. Beide Gebäude wurden 1844 im spätklassizistischen Stil erbaut und stehen unter Denkmalschutz.
Nach der Fertigstellung der Pfarrkirche Silz war das unternehmerische Interesse Perwögs ganz auf den Straßenbau ausgerichtet, wobei er seine Geschäftstätigkeit nicht nur auf Tirol beschränkte.
Während Perwög mit der Herstellung der Verkehrsverbindung zwischen Feldkirch und Nenzing beschäftigt war, war die Forderung nach einer besseren Anbindung der Gemeinde Nauders an das Verkehrsnetz im Oberinntal immer lauter geworden. Schon 1832 hatte Kaiser Franz I. die Ausarbeitung eines Planes für eine neue Straße angeordnet, die über Hochfinstermünz führen sollte, aber die Umsetzung der von den Ingenieuren Karl Donegani und Josef Duile verfassten Bauentwürfe war immer wieder verschoben worden. 1840 wurde Karl Ritter von Ghega mit der Überprüfung der vorliegenden Projekte betraut, aber auch das von ihm erarbeitete Konzept wurde nicht sofort umgesetzt.
Im Herbst 1850 hatte das Warten dann ein Ende: Aufgrund der Ermächtigung der k. k. Generalbaudirektion vom 6. September 1850 Z. 7943 wurde das Bauvorhaben von der Landesbaudirektion Tirol ausgeschrieben und der 31. Oktober 1850 als letzte Frist zur Einreichung der Offerte festgesetzt. Unter drei Bewerbern erhielt Benedikt Perwög den Zuschlag.
Die technischen Schwierigkeiten, die beim Bau der über Hochfinstermünz führenden Straße zu bewältigen waren, waren gigantisch. Da zu jener Zeit noch keine Baumaschinen zur Verfügung standen, musste die Trasse von Steinhauern, die von oben mit Seilen herabgelassen und gesichert waren, mühsam aus dem Fels geschlagen werden. Zur Überwindung der Abgründe, Schotterriesen und Wildbäche wurden auf dem knapp 10 Kilometer langen Bauabschnitt 12 Brücken errichtet und vier Tunnels aus dem Fels herausgesprengt. Um die abgehenden Schneemassen in die Tiefe zu leiten und die Verkehrsteilnehmer in der schneefreien Zeit vor Steinschlag zu schützen, wurden auch zwei Lawinengalerien – die ersten in Tirol überhaupt – aufgerichtet. Das Glanzstück der Finstermünzstraße war aber die Kajetansbrücke, die sich in 21 Meter Höhe in einem kühnen Bogen über den Inn spannt. Sie war einst die größte frei tragende Holzbrücke Tirols. Ihre Ausführung zeugt von einer hochentwickelten Brückenbaukunst und nicht zuletzt auch von einem hohen handwerklichen Können der unter Aufsicht von Baumeister Benedikt Perwög stehenden Maurer und Zimmerer.
Kurz vor der Fertigstellung des Werkes besuchten mehrere hochgestellte Persönlichkeiten die Baustelle in Hochfinstermünz und belobigten die Arbeit.
Am 30. Oktober 1854 wurde die neue Verkehrsverbindung nach Nauders feierlich eröffnet und für den Verkehr freigegeben.
Beim Bau der Finstermünzstraße waren zeitweise mehr als 1200 Arbeiter beschäftigt. Die Bauarbeiten haben 14 Menschenleben gefordert.
Das Straßenbauprojekt war für Benedikt Perwög nicht nur ein persönlicher, sondern auch ein finanzieller Erfolg. Der energische Bauunternehmer ließ es sich daher nicht nehmen, aus Anlass der Vermählung des Statthalters Karl Ludwig am 4. November 1856 in Nauders eine großartige Feier zu veranstalten, zu der er alle bedeutenden Persönlichkeiten der Umgegend einlud. Die Festlichkeiten begannen mit einer heiligen Messe in der von ihm gestifteten und 1855 errichteten Karl-Ludwig-Kapelle in Hochfinstermünz.
Noch war die Finstermünzstraße nicht fertiggestellt, da bewarb sich Perwög schon um den Zuschlag für den Bau der Südrampe zum Fernpass, der den kürzeren, aber wesentlich steileren alten Straßenabschnitt ersetzte. Perwög erbot sich dabei, den Bau auf Regie und in kleineren Partien geteilt, auszuführen. Auch dieses Bauvorhaben wurde schließlich ihm übertragen.
Zwei weitere bedeutende Bauwerke, die Perwög ausgeführt hat, sind der Bahnhof Kufstein und Festungswerke am Thierberg bei Kufstein. Diese bestanden aus zwei Türmen, von denen der eine einen Durchmesser von 27 und der andere von 25 Klaftern hatte. Beide Türme wiesen drei Stockwerke auf und waren durch einen gedeckten Gang mit 266 Stufen miteinander verbunden. Jeder von ihnen konnte 30 Geschütze aufnehmen.
Das letzte größere Bauwerk, das Perwög ausführte, war die festungsartige Straßensperre Gomagoi, deren gegen das Stilfserjoch gerichtete Seite mit acht Kanonen bespickt war. In Anerkennung seiner tätigen Mitwirkung in Angelegenheiten der Landesverteidigung und seines patriotischen Benehmens wurde ihm vom Kaiser ein Jahr vor seinem Ableben das silberne Verdienstzeichen mit der Krone verliehen.
Benedikt Perwög stand seiner Heimatgemeinde Silz mehr als 10 Jahre als Bürgermeister vor. Sein besonderes Engagement galt dem Schützenwesen, das er tatkräftig förderte. Auch um das Feuerlöschwesen hat er sich Verdienste erworben.